# Gerhard von der Mark
Gerhard von der Mark (* 1220; † 11. August 1272) war von 1261 bis 1272 Bischof von Münster.

## Leben
Gerhard war ein jüngerer Sohn des Grafen Adolf I. von der Mark aus seiner Ehe mit Irmgard von Geldern, Tochter von Graf Otto I. Bischof Gerhard weihte 1264 den St.-Paulus-Dom in Münster ein und war ein Förderer des Minoritenklosters in Münster, das er unter das Patrozinium der heiligen Catharina stellte. Der Bischof zerstörte 1270 die Burg Haus Groß-Schonebeck südöstlich des Ortsteils Appelhülsen der Gemeinde Nottuln im Kreis Coesfeld in Nordrhein-Westfalen, die trotz seines Verbots wiederaufgebaut wurde. 1271 ließ er die Burg Vischering errichten.
Der Überlieferung zufolge ging die Einführung Fronleichnamsfestes im Bistum Münster auf Bischof Gerhard von der Mark zurück.